# Pseudameira signyensis
Pseudameira signyensis is een eenoogkreeftjessoort uit de familie van de Ameiridae. De wetenschappelijke naam van de soort is voor het eerst geldig gepubliceerd in 1986 door Gee & Fleeger.